# 木村弓
木村 弓（きむら ゆみ）は、大阪府出身の歌手・作曲家である。ライアーと呼ばれる竪琴を使い、弾き語りをする。

## 人物
神戸女学院高等学部在学中にアメリカに留学し、カリフォルニア州立大学でピアノを専攻。2001年（平成13年）スタジオジブリ映画『千と千尋の神隠し』の主題歌「いつも何度でも」で一躍脚光を浴び、同年のNHK『第52回NHK紅白歌合戦』に特別ゲスト（正式出場歌手としての出演もマスコミ報道で取り沙汰された）として出演し同曲を歌唱。日本レコード大賞金賞（いつも何度でも）受賞。第56回毎日映画コンクール音楽賞、日本アカデミー賞主題歌賞受賞。夫は作曲家の中川俊郎。千葉県流山市在住。

## ディスコグラフィー

### シングル
- いつも何度でも/いのちの名前（2001年7月18日）映画『千と千尋の神隠し』主題歌[1]
- 水の三拍子（2003年6月25日）PS2用ゲームソフト『フィッシュアイズ3』主題歌

### アルバム
- 銀のしずく（1991年/2002年4月24日）
- 花の星（2002年7月17日）
- 空も海も風も（2002年11月21日）
- 流星（2003年11月21日）
- 浜辺の歌（2004年5月26日）
- 愛されていると（2004年12月8日）
- 翼（2006年10月25日）

## 楽曲提供
| 曲名       | 作詞       | 作曲   | 編曲   | アーティスト | 備考                                                                                  |
| ---------- | ---------- | ------ | ------ | ------------ | ------------------------------------------------------------------------------------- |
| 世界の約束 | 谷川俊太郎 | 木村弓 | 久石譲 | 倍賞千恵子   | 映画『ハウルの動く城』の主題歌。 カップリングの人生のメリーゴーランドの作曲は久石譲。 |

## 出演
- ミュージックステーションスペシャル スーパーライブ2001（2001年12月28日、テレビ朝日）
- BS永遠の音楽大全集（2005年5月22日・2007年5月26日・2009年11月3日、NHKBS2）
- カラオケ★バトル（2011年1月1日・2020年4月5日、テレビ東京）
- ニンゲン観察バラエティ モニタリング（2021年4月8日）